# Chocolatier (jeu vidéo)
Chocolatier est un jeu vidéo de simulation économique développé par Big Splash Games LLC et édité par PlayFirst, sorti en 2007 sur Windows, Mac, Nintendo DS, iOS et BlackBerry.
Le joueur y incarne un jeune chocolatier qui développe son affaire lors de l'époque victorienne.
Il a pour suite Chocolatier 2: Secret Ingredients et Chocolatier: Decadence by Design.

## Accueil
- Gamezebo : 4/5[1]